# أبو غلام
أبو غُلام  أو مِرشِّيَّة صغيرة جنس نباتات عشبية برية معمرة من الفصيلة القرنفلية . تنبت في جميع الاصقاع المعتدلة الحرارة ، تكثر في مرتفعات لبنان، أنواعه عديدة . سوقه عشبية ، منتهية متشعبة. أو راقد حاضنة ، متقابلة ، لحمية، خطية ، مدبية . ازهاره ايطية وهامية الارتكاز ، طويلة الزناد ، خماسية البتلات الوردية اللون ، والبتلات مندغمة في أسفل الكأس. بزوره صغيرة ملساء كروية سمراء محاطة بإطار أغبر يجمعها عق زيتوني الشكل رباعي الفق. وهذه البذور تستعمل في الطب لعلاج الحصاة.

## أنواع
- نعيمة حمراء